# Panetela compacta
Panetela compacta is een pissebed uit de familie Nannoniscidae. De wetenschappelijke naam van de soort is voor het eerst geldig gepubliceerd in 1996 door Malyutina & Kussakin.